# هلال الساير
الدكتور  هلال الساير  (1943 -)؛ وزير الصحة الكويتي السابق، ما بين عامي 2009 - 2011، ورئيس مجلس إدارة جمعية الهلال الأحمر الكويتي.

## حياته المهنية
ولد الدكتور هلال مساعد الساير في الكويت وتحديدآ في 15 سبتمبر 1943 بالكويت عاش طفولته في الهند حتى المرحلة المتوسطة، وانتقل الي جمهورية مصر العربية ليدرس في كلية فيكتوريا بالقاهرة، وحصل علي شهادة بكالوريوس الطب من القاهرة عام 1971 ، والدكتوراه في الطب من لندن 1975 ، كما نال عضوية الزمالة من 3 جامعات اسكتلندية (أدنبره عام 1978 ، وجامعة أبردين عام 1983 - غلاسكو (بمرتبة الشرف) عام 1988 ، وتخصّص في الجراحة من كلية الجرّاحين الاميركيين (2001).

## مناصبه
- رئيس مجلس إدارة جمعية الهلال الاحمر الكويتي 2014 وإلى الآن –.
- رئيس مجلس إدارة معهد دسمان للسكري 2013 وإلى الآن –.
- وزير الصحة الكويتي 2009 - 2011.
- عضو مجلس إدارة جمعية الهلال الاحمر الكويتي 2002 - 2003.
- نائب رئيس مجلس إدارة جمعية الهلال الاحمر الكويتي 2003 - 2014.
- مؤسس ورئيس مجلس إدارة الجمعية الكويتية لرعاية الأطفال في المستشفيات (KACCH) 1989 وإلى الآن –.
- عميد كلية الطب بجامعة الكويت 1991 - 1994.
- أستاذ زائر بقسم الجراحة جامعة أبردين 1994 - 1999.
- رئيس مجلس إدارة قسم الجراحة بكلية الطب جامعة الكويت 1998 – 2006.
- رئيس مجلس إدارة قسم الجراحة بمستشفى الاميري بالكويت 1984 – 2006.
- الدكتوراه الفخرية في القانون الدولي من جامعة دندي – اسكتلندا 2016.
- عضو في الفريق الاستشاري المشرف على عمل صندوق الأمم المتحدة المركزي لمواجهة الطوارئ 2016 • (CERF.)

## وصلات خارجية
- جمعية الهلال الاحمر الكويتي